# RBP7
RBP7 (англ. Retinol binding protein 7) – білок, який кодується однойменним геном, розташованим у людей на 1-й хромосомі. Довжина поліпептидного ланцюга білка становить 134 амінокислот, а молекулярна маса — 15 536.
| 10         |  | 20         |  | 30         |  | 40         |  | 50         |
| ---------- |  | ---------- |  | ---------- |  | ---------- |  | ---------- |
| MPADLSGTWT |  | LLSSDNFEGY |  | MLALGIDFAT |  | RKIAKLLKPQ |  | KVIEQNGDSF |
| TIHTNSSLRN |  | YFVKFKVGEE |  | FDEDNRGLDN |  | RKCKSLVIWD |  | NDRLTCIQKG |
| EKKNRGWTHW |  | IEGDKLHLEM |  | FCEGQVCKQT |  | FQRA       |  |            |

A: Аланін

C: Цистеїн

D: Аспарагінова кислота

E: Глутамінова кислота

F: Фенілаланін

G: Гліцин

H: Гістидин

I: Ізолейцин

K: Лізин

L: Лейцин

M: Метіонін

N: Аспарагін

P: Пролін

Q: Глутамін

R: Аргінін

S: Серин

T: Треонін

V: Валін

W: Триптофан

Задіяний у такому біологічному процесі, як транспорт. 
Білок має сайт для зв'язування з ретинолом. 
Локалізований у цитоплазмі.